# Rolando Tucker
Rolando Samuel Tucker León (ur. 31 grudnia 1971 w Hawanie) – kubański szermierz, florecista, brązowy medalista olimpijski i czterokrotny medalista mistrzostw świata.

## Kariera sportowa
Na igrzyskach olimpijskich w Atlancie w 1996 roku reprezentacja Kuby w składzie: Oscar García, Elvis Gregory i Rolando Tucker zdobyła drużynowo brązowy medal. W zawodach indywidualnych zajął piąte miejsce. Brał również udział w igrzyskach olimpijskich w Sydney w 2000 roku, zajmując siódme miejsce w zawodach drużynowych i czternaste w indywidualnych. W 1996 był też chorążym reprezentacji Kuby podczas ceremonii otwarcia igrzysk. 
Podczas mistrzostw świata w Budapeszcie w 1991 roku wspólnie z Guillermo Betancourtem, Tulio Díazem, Oscarem Garcíą i Elvisem Gregorym zdobył złoty medal w zawodach drużynowych. W tej samej konkurencji Kubańczycy z Tuckerem w składzie zdobyli następnie złoty medal podczas mistrzostw świata w Hadze (1995) i srebrny na mistrzostwach świata w Kapsztadzie (1997). Ponadto zdobył złoty medal indywidualnie podczas mistrzostw świata w Atenach w 1994 roku, pokonując w finale Włocha Alessandro Pucciniego.
Zdobywał również: złoto drużynowo na igrzyskach panamerykańskich w Hawanie (1991), złoto drużynowo i srebro indywidualnie na igrzyskach panamerykańskich w Mar del Plata (1995) oraz złoto drużynowo i indywidualnie na igrzyskach panamerykańskich w Winnipeg (1999).